# Vlag van Lviv (oblast)

Vlag van Lviv

De vlag van Lviv, samen met het Lvivse wapen het officiële symbool van de oblast Lviv, toont een gouden gekroonde leeuw op een blauwe achtergrond. De vlag is op 27 februari 2001 officieel aangenomen.

Vlag van de Lembergse troepen tijdens de Slag bij Tannenberg

De leeuw op een blauw veld is overgenomen van het provinciewapen en symboliseert de weerstand van de streek tegen vijandelijke legers. Troepen uit de omgeving van Lviv (Lemberg) gebruikten in de Slag bij Tannenberg (1410) al een dergelijke vlag.
De vlag heeft een hoogte-breedteverhouding van 2:3.